# 苔色酸
苔色酸（也称为邻苔色酸）是一种有机化合物，分子式C8H8O4，属于一种酚酸，存在于许多地衣中，是许多缩酚酸的结构单元。